# Luneta Katedralna
Luneta Katedralna w Poznaniu (niem. Dom Flesche) – inaczej fort Steinäckera, jedno z nieistniejących dziś umocnień Ostrowa Tumskiego. Powstała w latach 1835–39. Powstała by zabezpieczać północny fragment linii obronnych Twierdzy Poznań, czyli podmokłe tereny doliny Warty. Ziemny nasyp był wysunięty ok. 500 metrów przed właściwe umocnienia, otaczał on, razem z fosą, ośmioboczną reditę (podstawa – kwadrat o ściętych bokach). Budynek miał wysokość 14,5 metra, posiadał piwnicę, dwie kondygnacje bojowe oraz wysoki dach. Redita, ze względu na podmokły teren, postawiona była na głębokim fundamencie, osadzonym na palach. Postawienie wału chroniącego linię kolejową w kierunku Bydgoszczy i Torunia oraz zmiany biegu Cybiny przyczyniły się do zmian w konstrukcji ziemnej – m.in. pod koniec XIX wieku zasypano fosę.